# The Cake

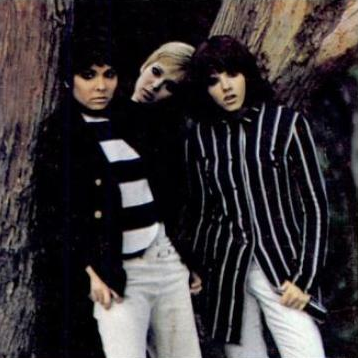
The Cake, 1967

The Cake war eine US-amerikanische Girlgroup der 1960er Jahre.

## Biografie

### Als Gruppe
Die Gruppe entstand 1966 in New York City, nachdem sich Jeanette Jacobs (1952–1982), Barbara Morillo (* ca. 1948) und Eleanor Barooshian (1950–2016) in der Nachtclubszene der Stadt getroffen hatten. Jacobs und Morillo begannen zunächst als A-capella-Duo im Nachtclub The Scene an der West 46th Street in Manhattan, der von dem Talentscout Steve Paul geführt wurde. Dort lernten sie Barooshian kennen, und aus dem Duo wurde ein Trio.
Die beiden Musikproduzenten und -manager Charles Greene und Brian Stone, die unter anderem Sonny and Cher, Buffalo Springfield und Iron Butterfly managten, hörten sie dort und beschlossen, sie unter Vertrag zu nehmen. Sie verschafften der Gruppe einen Plattenvertrag bei Decca Records, wo 1967 ihr erstes Album, The Cake erschien. Die Platte war kein kommerzieller Erfolg, gilt aber heute als Sammlerstück und als Besonderheit, da sie den klassischen Girlgroup-Stil der 1960er mit psychedelischen Elementen, Baroque Pop sowie Soul mischten. Außerdem schrieben die Mitglieder eigenes Material, was für damalige Mädchengruppen ungewöhnlich war. Das Album, das von Harold Battiste arrangiert und von Greene und Stone produziert wurde, wurde mit Phil Spectors „Wall of Sound“ verglichen.
Um das Album zu promoten, traten The Cake im Oktober 1967 in der Smothers Brothers Comedy Hour auf. Die erste Singleauskopplung war das von Jack Nitzsche und Jackie DeShannon geschriebene Stück Baby, That’s Me, welches erstmals 1964 von der Girlgroup The Fashions und 1965 von Lesley Gore aufgenommen worden war. Billboard platzierte Baby, That’s Me auf Rank 64 ihrer Auflistung der 100 Greatest Girl Group Songs of All Time.
Die zweite Single, I Know, war eine Coverversion von I Know (You Don’t Love Me No More) der Soulsängerin Barbara George. Die B-Seite, You Can Have Him, war eine Version von Bill Cooks You Can Have Her, das 1961 ein Hit für Roy Hamilton gewesen war (Platz 12 in den Billboard Hot 100). Bei der dritten Single wurden erstmals auf beiden Seiten selbstgeschriebene Songs der Band verwendet, Rainbow Wood für die A- und Fire Fly für die B-Seite.
1968 erschien das zweite Album der Gruppe, A Slice of Cake, das wie das erste Album in den Gold Star Studios in Hollywood aufgenommen worden war. Dieses Mal stammten sieben der zehn Songs von den Bandmitgliedern. Kurz nach Erscheinung der LP lösten sich The Cake auf.

### Nach der Trennung
Barbara Morillo und Eleanor Barooshian traten beide 1968 in Peter Yarrows Dokumentarfilm You Are What You Eat auf, in dem Barooshian zusammen mit Tiny Tim I Got You Babe von Sonny and Cher im Duett sang (Barooshian übernahm den männlichen, Tiny Tim den weiblichen Part). Im gleichen Jahr trug Barooshian Begleitgesang für das Debütalbum von Soft Machine bei.
Jacobs und Barooshian tourten anschließend mit Dr. John und zogen nach Großbritannien, wo beide Mitglieder von Ginger Baker’s Air Force wurden und Backgroundgesang auf dem Album Electric Ladyland (1968) von Jimi Hendrix Experience beisteuerten. Barooshian nahm 1972 zudem zusammen mit dem Bassgitarristen Tetsu Yamauchi ein Album auf Japanisch auf.
Kevin Ayers veröffentlichte 1969 auf seinem Album Joy of a Toy ein Stück mit dem Titel Eleanor’s Cake (Which Ate Her), zu dem er durch seine Bekanntschaft mit Eleanor Barooshian inspiriert worden war. Jeanette Jacobs wurde ebenfalls zur Inspiration für ein Lied, nämlich Medicine Jar vom Wings-Album Venus and Mars (1975).
Im November 1972 heiratete Jeanette Jacobs Chris Wood von der Band Traffic. Jacobs starb am 1. Januar 1982 im Alter von 29 Jahren. Im November 2006 traten Barooshian und Morillo zum ersten Mal seit 38 Jahren wieder zusammen bei einem Tributkonzert für Jimi Hendrix in New York City auf. Ebenfalls dabei waren Buddy Miles, Johnny Winter, José Feliciano und Leon Hendrix, Jimis Bruder. Eleanor Barooshian, die sich inzwischen Chelsea Lee nannte, starb im August 2016 im Alter von 66 Jahren.

## Diskografie

### Studioalben
- 1967: The Cake (Decca DL 74927)
- 1968: A Slice of Cake (Decca DL 75039)

### Singles
- 1967: "Baby, That’s Me" / "Mockingbird" (Decca 32179)
- 1967: "I Know" / "You Can Have Him" (Decca 32212)
- 1967: "Rainbow Wood" / "Fire Fly" (Decca 32235)
- 1968: "Have You Heard the News ’Bout Miss Molly" / "P. T. 280" (Decca 32347)

### Kompilationen
- 2007: More of the Cake Please (Rev-Ola CR REV 222)